# Trailer
Trailer (em português trilha) é um videoclipe criado para anunciar um filme, série, seriado, jogo eletrônico ou uma outra publicação.
O termo "trailer" foi cunhado pelo fato de terem sido originalmente exibidos no final da exibição de um longa-metragem (ou seja, a reboque do filme, já que a palavra "trailer", em inglês, também significa "Reboque automotivo"); esta prática, porém, não durou muito, já que espectadores tendiam a deixar o cinema logo após o término dos filmes, mas o termo se já havia popularizado. Por conta deste facto, as trilhas passaram a ser mostradas antes de o filme começar.
A primeira trilha, que se tem notícia, foi exibido em 1913, nos Estados Unidos, quando um trecho do filme The Adventures of Kathlyn foi exibido antes da estreia, em outra sessão, para atrair espectadores.

## Cinema
A trilha de um filme costuma apresentar cenas sintéticas que mostrem o enredo motivando o espectador a assistir a ela; trata-se também de um "teaser" destinado a atrair a atenção do público-alvo a comparecer na exibição do filme completo, gerando um grande interesse pelo lançamento e um recorde de comparecimento já no dia de sua estreia.
Quem produz uma trilha é a distribuidora que adquiriu o filme da produtora, vendendo-o aos cinemas.